# Musée national du Mali
Het Musée national du Mali is een archeologisch en etnologisch museum in Bamako, de hoofdstad van Mali in West-Afrika. Het museum toont verschillende permanente en tijdelijke exposities over de prehistorie van Mali en de kostuums, muziekinstrumenten en rituele objecten van de verschillende etnische groepen die in Mali leven.

## Historie
Op 14 februari 1953 werd het museum onder de naam Musée soudanais geopend. Het was verbonden aan het Institut français d'Afrique noire (IFAN) en had een speciale sectie over Frans-Soedan, zoals het land toen onder Frans bestuur heette. De Oekraïense archeoloog Yuriy Shumovskyi had de leiding over het museum.
Met de onafhankelijkheid van Mali in 1960 werd de naam van het museum veranderd in Musée national du Mali. De doelstellingen van het museum bleven onveranderd, al had het museum jarenlang te kampen met financieringstekorten waardoor collecties in verval raakten.
Op 8 maart 1982 werd het museum verplaatst naar een nieuw gebouw dat werd ontworpen door de architect Jean-Loup Pivin.
Sinds de verkiezing van oud-archeoloog Alpha Oumar Konaré tot president van Mali in 1996 werd het budget van het museum aanzienlijk verhoogd waardoor het een van de betere musea van het Afrikaanse continent werd. Onder Konaré werd in 2002 met subsidie van de Europese Unie een uitbreiding van het museum gerealiseerd. Tweejaarlijks biedt het museum onderdak aan de African Photography Encounters.
In juni 2006 tekende de directeur van het museum, Samuel Sidibé, een akkoord met de Aga Khan Trust for Culture (AKTC). Dankzij de overeenkomst was het museum in staat om een nieuw informatiesysteem op te zetten en de faciliteiten te verbeteren om de collecties in stand te kunnen houden.